# Copris inaequabilis
Copris inaequabilis är en skalbaggsart som beskrevs av Zhang 1997. Copris inaequabilis ingår i släktet Copris och familjen bladhorningar. Inga underarter finns listade i Catalogue of Life.